# Sébastien Leclerc (homme politique)
Pour les articles homonymes, voir Sébastien Leclerc (homonymie) et Leclerc.
Sébastien Leclerc, né le 28 mars 1970 à Lisieux, est un homme politique français.

## Carrière
Il est élu maire UMP de Livarot en 2008 puis maire LR de Livarot-Pays-d'Auge (commune unifiée) du 8 janvier 2016 au 12 juillet 2017. Il est également le vice-président du conseil départemental du Calvados depuis le 29 mars 2015 et est élu député LR dans la troisième circonscription du Calvados, le 18 juin 2017, face à la candidate soutenue par La République en marche, Florence Lehéricy,,.
Il parraine Laurent Wauquiez pour le congrès des Républicains de 2017, scrutin lors duquel est élu le président du parti.
Sébastien Leclerc dirige six entreprises dans le secteur de l'immobilier.
En mars 2020, il est tête de la liste LR « Lisieux ensemble » aux municipales de Lisieux. Celle-ci l'emporte le 28 juin avec 44,02 % des suffrages. Sébastien Leclerc est élu maire de Lisieux le 5 juillet 2020.

## Controverses et affaires judiciaires
Le 6 mars 2018, Sébastien Leclerc évoque à l'Assemblée nationale la grève qui touche le studio de développement de jeux vidéo parisien Eugen Systems qu'il qualifie de « prise d'otage ». Proche d'une élue mariée au PDG de l'entreprise, il est alors accusé de conflit d'intérêts,.

### Enquêtes pour faits de violence, de favoritisme ou prise illégale d’intérêts et de trafic d’influence.
Le texte peut changer fréquemment, n’est peut-être pas à jour et peut manquer de recul. 
Le titre et la description de l'acte concerné reposent sur la qualification juridique retenue lors de la rédaction de l'article et peuvent évoluer en même temps que celle-ci.
En avril 2025, le Canard enchaîné affirme que le parquet de Caen a ouvert deux enquêtes, l'une pour « soupçons de favoritisme, de prise illégale d’intérêts et de trafic d’influence » lors de l’attribution en 2022 du marché public de l’éclairage de la ville, l'autre pour « faits de violence » en juillet 2024 lors d'une interpellation durant un mariage pour « ivresse publique et manifeste » lors d'une rixe entre les invités,,,.  
Face à l'ensemble des accusations, le maire de Lisieux répond dans un communiqué que le marché public en question « a été validé par les services de l’État dans le cadre du contrôle de légalité, ce sans aucune réserve » et avoir porté plainte pour diffusion de  « rumeurs malveillantes » à son encontre. L'élu indique également envisager une plainte envers l'organe de presse pour « diffamation et dénonciation calomnieuse ».  

#### Polémiques autour de l'article du Canard enchaîné
Le numéro paru le 2 avril 2025 qui évoque les deux enquêtes devient quasiment introuvable des points de vente de Lisieux dès leur livraison. Les élus de l’opposition du conseil municipal accuse alors la municipalité qui aurait, à travers la cheffe de cabinet du maire, commandité l'achat groupé de tous les exemplaires de l'hebdomadaire satirique dans l'objectif de limiter la diffusion des informations compromettantes de l'article,,,.